# Богородчанский район

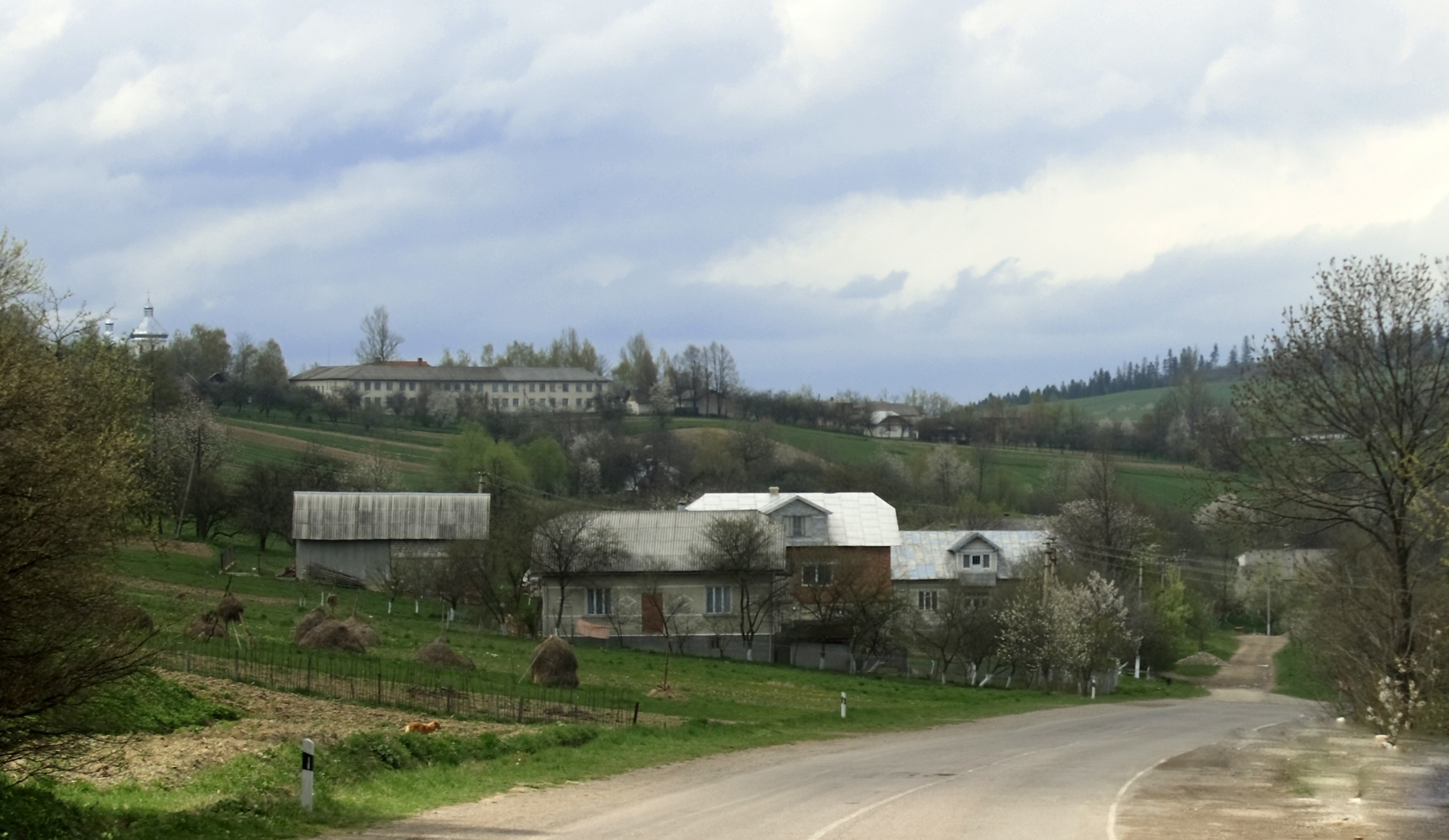
Село Старуня в Богородчанском районе

Богородча́нский райо́н (укр. Богородчанський район) — упразднённая в 2020 году административная единица Ивано-Франковской области Украины. Административный центр — посёлок городского типа Богородчаны.
В экономике района ведущее место занимало сельское хозяйство. Направление хозяйства — выращивание зерновых и технических культур, животноводство. Всего земельных угодий — 82 431 га, в том числе пахотной земли — 17 318 га, лесов — 38 744 га, лугов и пастбищ — 9939 га.
В районе было 49 общеобразовательных школ, 38 клубов, 7 домов культуры, 44 библиотеки.

## История
11 марта 1959 года к Богородчанскому району был присоединён Солотвинский район.